# 海軍築城航空基地稲童掩体
海軍築城航空基地稲童掩体（かいぐんついきこうくうきち いなどうえんたい）、旧称・稲童1号掩体壕（いなどう1ごうえんたいごう）は、福岡県行橋市稲童1095-17にある太平洋戦争当時の掩体壕（掩体）である。福岡県指定の史跡である。

## 概要
「掩体」とは敵弾から射手を守るための防御用設備であり、特に敵軍の飛行機などの攻撃から、自軍の兵器類を守るために造られた覆い状の退避施設を「掩体壕」という。
大日本帝国海軍の築城航空基地は、築城海軍航空隊（第五五三海軍航空隊）の基地として1939年（昭和14年）12月から建設が始められ、1943年（昭和18年）4月に完成した。現在の航空自衛隊の築城基地である。
日本海軍築城航空基地周辺の掩体壕群は、戦況の悪化によりアメリカ軍が日本本土に迫るなか、基地の航空機を敵機攻撃から守るため、1944年（昭和19年）8月頃から建造され始められた。戦争当時は大小約30基もの掩体壕があった。
現在残っている1基の掩体壕は、カマボコ形をしたコンクリート製、入口幅26.8メートル・高5.5メートル・奥行23.5メートルの大型のもので「稲童1号掩体壕」と呼ばれていた（1号とは現在の通称で、戦争当時に何と呼ばれたかは不明）。
2002年（平成14年）12月2日に行橋市史跡に指定されていたが、そののち2023年（令和5年）3月28日に福岡県の史跡に指定され、「海軍築城航空基地稲童掩体」と改称された。

## 詳しく載っている本
- 行橋市『稲童1号掩体壕リーフレット』2012年（平成24年）発行（※県指定以前のリーフレット）

## 交通アクセス
- JR九州日豊本線新田原駅からタクシーで5分。
- 東九州自動車道みやこ豊津インターチェンジから5.2km。